# 슐라스키델리

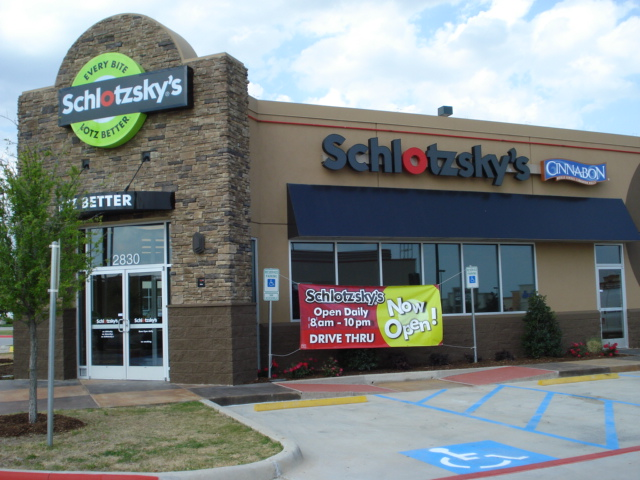
텍사스주에 있는 슐라스키델리 매장

슐라스키델리(Schlotzsky's Deli)는 미국 조지아주 애틀랜타에 본사가 있는 샌드위치 전문점이다. 1971년에 텍사스주 오스틴에서 처음 개업하였으며, 현재 전 세계적으로 350여개의 매장을 운영하고 있다.
대한민국에는 2002년에 처음 진출하였으나, 운영사의 부도로 인해 2007년에 철수하였다.